# 迈克·弗赖塔格
迈克·弗赖塔格（德語：Meike Freitag，1979年2月7日—），德国女子游泳运动员。她曾代表德国参加1996年、2000年和2008年夏季奥林匹克运动会游泳比赛，获得一枚银牌和二枚铜牌。